# Doming (Beschichtung)

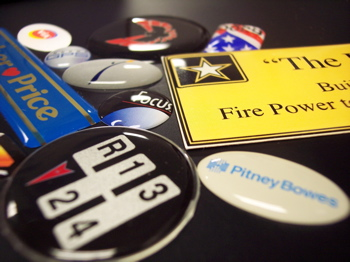
Verschiedene 3-D-Aufkleber

Doming ist eine Umschreibung für ein Verfahren zur Herstellung einer gewölbten, dekorativen, dreidimensionalen Oberflächenbeschichtung (Doming-Beschichtung einer Fläche), die in der Regel eine gläserne, hochtransparente Optik besitzt.
Diese Doming-Beschichtung kann zur effektvollen Verstärkung der ästhetischen Wirkung von geplotteten Schriften oder Druckmotiven auf Polyester-, PVC- und Metallic-Folien sowie auf Metall- und Kunststoff-Formkörpern eingesetzt werden.
Gewöhnlich wird Doming in Kombination mit einem selbstklebenden Substrat auch als Gel-Aufkleber oder 3D-Aufkleber bezeichnet.
Zur Herstellung von Doming-Beschichtungen werden Kunstharze auf Basis von Polyurethanen oder isocyanatfreiem Material eingesetzt. Während Doming-Beschichtungen mit Polyurethan lufttrocknend sind, härten isocyanatfreie Doming-Harze unter UV-Licht aus.
Isocyanatfreie Materialien unterscheiden sich nochmals in der Komponentenanzahl, welche bei BioDome aus nur noch einer besteht und somit direkt und ohne Wartezeit und Vorarbeit verarbeitet werden kann.

## Vergleich der Doming-Harze
|                           | Isocyanatfreies Doming | Doming mit Polyurethan |
| ------------------------- | --- | --- |
| Härtung                   | lichthärtend, schnell im Minutenbereich | lufttrocknend, Abbindezeit einstellbar, wenige Minuten bis zu mehreren Stunden, idealerweise in temperierten Räumen |
| Handhabung                | sehr lange Topfzeit geringer technologischer Aufwand für Misch- und Dosiertechnik                                                                   | sehr kurze Topfzeiten (Minuten) Zwei-Komponenten-System kann sowohl von Hand als auch mittels Dosieranlagen verarbeitet werden (Wirtschaftlichkeit beachten) nach Mischen der Komponenten absolut ungiftig und kann als "Normalmüll" entsorgt werden durch eine geringere Oberflächenspannung des Materials sehr gute Fließeigenschaften Härtegrad der Beschichtung variabel (gelartig bis gummiartig) |
| Belastungen beim Handling | ungiftige Bestandteile, für den Menschen ungefährlich - kann aber auch zu Hautreizungen führen, kein Gefahrgut, ungefährlich im Lager und Transport | toxische Bestandteile geringer Quecksilberanteil, gibt aber auch Systeme ohne Quecksilber Hauptkomponente sind Isocyanate, Gefahr für Hautirritationen |
| Entsorgung                | keine ökologischen Belastungen normale gewerbliche Müllentsorgung                                                                                   | keine ökologische Belastungen kann im ausreagierten Zustand als "Normalmüll" entsorgt werden |
| Wirtschaftlichkeit        | geringe Investitions- und Nebenkosten | Grundinvestition bei maschineller Verarbeitung, keine Investition bei Handverarbeitung, Materialkosten geringer wirtschaftlich für große Stückzahlen |

Vorteile beider Harzsysteme sind hohe Flexibilität und Harteelastizität, breite Anwendungsmöglichkeiten, hohe Transparenz, dreidimensionale optische Wirkung, sehr gute Hafteigenschaften, hohe Verbundlebensdauer sowie UV- und Klimastabilität und damit Eignung für den Außeneinsatz.

## Vorteile bei Doming-Aufklebern
Mit Doming beschichtete Aufkleber haben gegenüber normalen Aufklebern Vorteile. Durch die Domingbeschichtung erhalten Aufkleber einen effektiven Schutz. Die Aufkleber erhalten dadurch eine Stoß-, Kratzfestigkeit, UV- und Witterungsbeständigkeit. Es gibt jedoch Unterschiede in der Witterungsbeständigkeit. Luftgetrocknete Polyurethanaufkleber haben eine geringere UV-Beständigkeit als jene Gelaufkleber die in UV-Öfen getrocknet werden. Diese Domingaufkleber sind meistens deutlich teurer.

## Herstellung Doming-Aufkleber
Doming-Aufkleber werden in zwei Schritten hergestellt. Im ersten Schritt wird der zu veredelnde Aufkleber gedruckt. Das Drucken mit lösemittelhaltigen Farben erfordert eine Trocknungszeit. Im zweiten Schritt wird das Gel (Doming) auf den Aufkleber aufgebracht. Dies kann mit einem Dosiergerät oder auch durch einen Roboter umgesetzt werden. Durch die hohe Viskosität fließt das Gel bis zur Kante des Aufklebers und bleibt stehen. Dann können die frisch gegossenen Doming-Aufkleber in einen UV-Lichtofen gelegt werden. Nach ca. 8 Minuten ist das Harz ausgehärtet. Wird Domingmaterial ohne UV-Technologie eingesetzt, dauert der Trocknungsvorgang mehrere Stunden. In dieser Zeit ist die Oberfläche extrem staubempfindlich.